# Ормасабаль, Энрике
Даниэль Энрике Ормаса́баль Сильва (исп. Daniel Enrique Hormazábal Silva; 6 января 1931, Сантьяго — 18 апреля 1999, Сантьяго) — чилийский футболист, полузащитник. По версии журнала «Minuto 90», опубликованного в 1989 году, Ормасабаль входит в пятёрку лучших игроков в истории чилийского футбола.

## Карьера
Энрике Ормасабаль начал играть в футбол на улицах района Бальмаседа в Сантьяго; при этом он выходил на поле босиком. Там его заметили и пригласили в клуб «Бискайя», где он играл в свободное от работы время. Здесь молодой игрок впервые одел бутсы, что первоначально доставляло ему неудобство. Также тут он окончательно «обрёл» свою позицию на поле — центрального полузащитника. Незадолго до своего 17-летия, в одном из матчей игру Ормасабаля заметил представитель клуба «Сантьяго Морнинг». Он пригласил Энрике в клуб. Полузащитник достаточно долго колебался, но всё же дал согласие на трансфер. Первоначально Ормасабль играл в молодёжном составе команды, пока в 1949 году не дебютировал в основе клуба в матче Кубка Карлоса Валеры.
В 1956 году Ормасабаль перешёл в клуб «Коло-Коло». При этом в клуб он пришёл с контрактом, где сумма указана не была. Энрике сказал: «Вы сами знаете, сколько должны мне заплатить». Одним из первых эпизодов, произошедших после прихода в «Коло-Коло», стал спор между уругвайцем Энрике Фернандесом, главным тренером команды, и менеджерами клуба. Фернандес собрал менеджером и перед всеми объявил, что Ормасабаль — самый быстрый игрок чилийского футбола. Никто с ним не согласился, даже сам футболист, так как по общему мнению самым быстрым был одноклубник Хайме Рамирес. Заключили пари, согласно которому тренер был готов оплачивать обед всему клубу, если проиграет. Фернандес отдал мяч Рамиресу и сказал: «Беги к противоположным воротам и отдай пас на Хорхе, чтобы забить гол». Рамирес сделал это, на что ему потребовалось 17 секунд. Когда пришла очередь Ормасабаля, тренер сказал ему: «Дойди до середины поля и отдай пас на грудь Хорхе». Полузащитник сделал это, Хорхе забил гол, на что потребовалось семь секунд. Игроки непонимающе смотрели на тренера, а Фернандес просто сказал: «Ну так кто быстрее в футболе»?. Уругвайский тренер после этого неделю обедал бесплатно. С этой командой футболист выиграл три чемпионата страны и один Кубок Чили. А всего за «Коло-Коло» он выступал до 1966 года, провёдя 178 матчей и забив 85 голов. После завершения игровой карьеры, Ормасабаль недолго работал тренером.
В составе сборной Чили Ормасабаль дебютировал 26 февраля 1950 года в матче с Боливией (0:2), в котором он вышел на поле вместе Гильермо Диаса Самбрано. 12 марта в матче с той же командой, он был первый мяч за национальную команду. В 1952 году он занял второе место на Панамериканском чемпионате, где провёл 5 матчей и забил 2 гола. Годом позже он поехал на свой первый чемпионат Южной Америки, где сыграл все шесть матчей. Но наиболее удачным стал чемпионат Южной Америки 1955. В нём полузащитник стал вторым бомбардиром первенства, забив 6 голов и уступив лишь Родольфо Мичели. А сама сборная Чили выиграла серебряные медали. По итогам первенства Ормасабаль был признан лучшим игроком чемпионата. А на первенстве 1956 года Энрике стал лучшим бомбардиром с 4 голами. В 1962 году Ормасабаль был кандидатом на поездку на чемпионат мира. Однако, задолго до него, у Энрике случился конфликт с главным тренером национальной команды Фернандо Риерой. Причиной недопонимая стала игровая форма: футболистам запретили использовать свои бинты и низкие гетры, на чём настаивал Ормасабаль. Риера же сказал, что футболист не был достаточно дисциплинирован, чтобы принять условия, предложенные сборной страны. 24 июля 1963 года он провёл последний матч в составе национальной команды, в которой Чили сыграл нулевую ничью с Уругваем. Всего за сборную полузащитник провёл 47 матчей и забил 17 голов.

## Достижения

### Командные
- Чемпион Чили: 1956, 1960, 1963
- Обладатель Кубка Чили: 1958

### Личные
- Лучший бомбардир Кубка Америки: 1956 (4 гола)

## Личная жизнь
Прозвище «Cua cuá́» Ормасабаля родом из детства. Когда Энрике был подростком, он помогал продавать газеты его другу. В конце дня, чтобы добраться до дома, он попросил у него 40 сентаво (исп. Cuarenta). «Cuarenta» и стало его постоянным прозвищем. После того, как Ормасабаль перешёл в «Сантьяго Морнинг», представитель клуба доктор Идальго сказал, что «это звучит уродливо», и поменял его на «Cua cuá».
У Ормасабаля был сын, Энрике Ормасабаль Гутьеррес.

## В искусстве
Ормасабаль появился в сериале «62. История на Мундиале» (исп. 62, Historia de un Mundial). Его роль сыграл актёр Коке Санта Ана.